# Keresztesszárnyú álkérészek
A keresztesszárnyú álkérészek (Nemouridae) a rovarok (Insectia) osztályának és az álkérészek (Plecoptera) rendjének egyik családja. A családba körülbelül 400 faj tartozik.

## Elterjedésük
Az északi félteke rovarjai. Tavak, források, gyors folyású patakok mellett élnek.

## Megjelenésük
A család legtöbb faja zömök testű, barna színű rovar. Sokuk szárnya márványos mintázatot mutat, fartoldalékaik igen rövidek, gyakran csak egy ízből állnak. Méretük 0,6–1,5 cm.
A lárvák fakó barna színűek, testük tüskés, szőrös, szárnykezdeményeik elállnak a testüktől.

## Életmódjuk
A fajok többsége tavasszal vagy nyáron fejlődik imágóvá, majd párosodás után petéit a vízbe hullajtja.
Lárváik főként üledékkel és algákkal táplálkoznak, de egyes fajok, vízi növények leveleit is elfogyasztják.

## Rendszerezésük
A családba 2 alcsalád és 14 nem tartozik. A nemek közül kettő, nincs besorolva egyik alcsaládhoz sem.
Keresztesszárnyú álkérészek (Nemouridae)
- Amphinemurinae
  - Amphinemura (Ris, 1902)
  - Malenka (Ricker, 1952)
- Nemourinae
  - Lednia (Ricker, 1952)
  - Nemoura (Latreille, 1796)
  - Ostrocerca (Ricker, 1952)
  - Paranemoura (Needham & Claassen, 1925)
  - Podmosta (Ricker, 1952)
  - Prostoia (Ricker, 1952)
  - Shipsa (Ricker, 1952)
  - Soyedina (Ricker, 1952)
  - Visoka (Ricker, 1952)
  - Zapada (Ricker, 1952)

Be nem sorolt nemek:
- Brachyptera (Newport, 1851)
- Protonemura (Kempny, 1898)